# Marienkapelle (Eidengesäß)

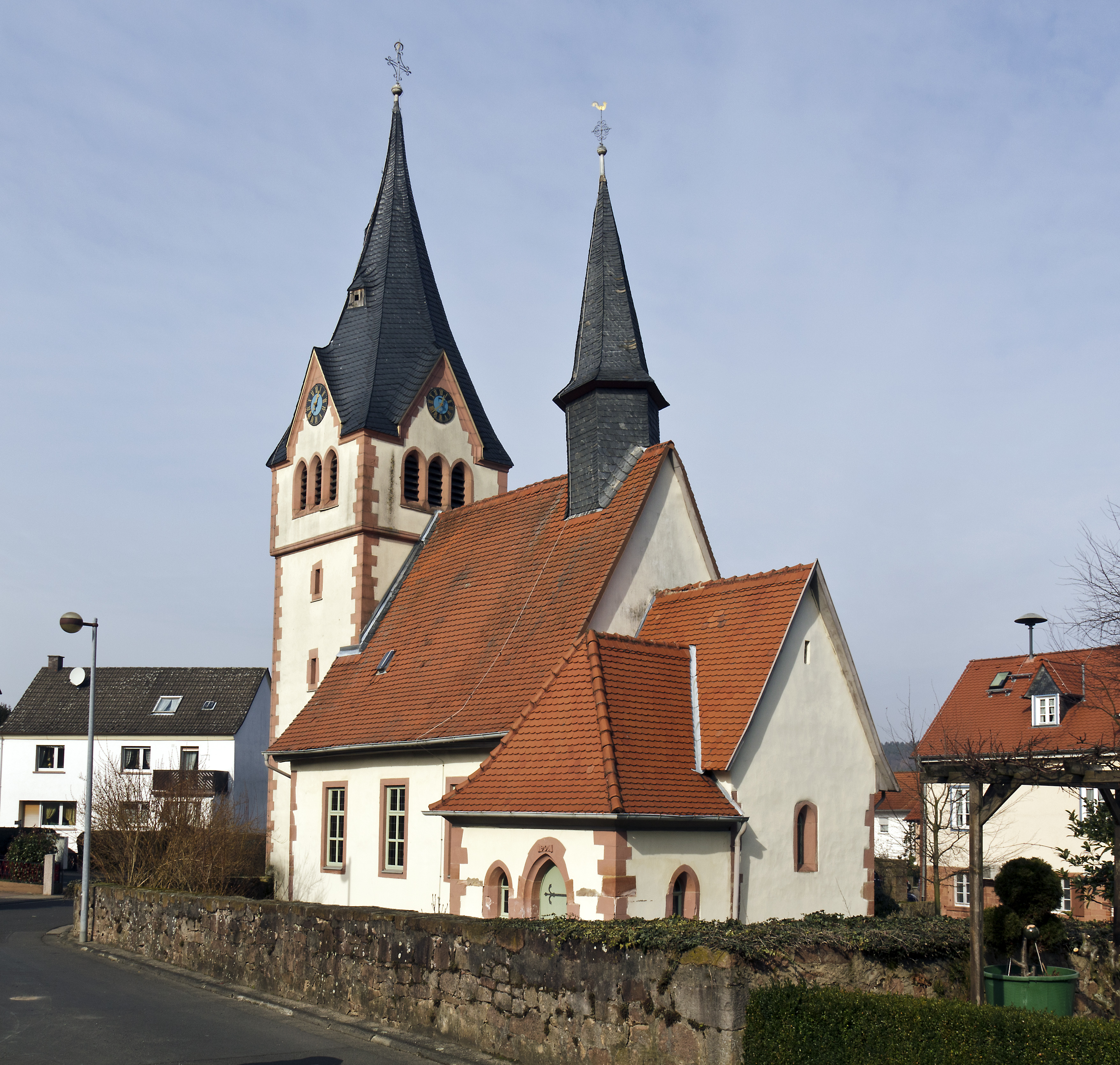
Marienkapelle (Eidengesäß)

Die Evangelische Kirche Eidengesäß ist ein denkmalgeschütztes Kirchengebäude, das in Eidengesäß steht, einem Ortsteil der Gemeinde Linsengericht im Main-Kinzig-Kreis in Hessen. Die Kirche gehört zur Kirchengemeinde St. Johannes von Linsengericht im Kirchenkreis Kinzigtal im Sprengel Hanau-Hersfeld der Evangelischen Kirche von Kurhessen-Waldeck.

## Beschreibung
Die Saalkirche wurde 1750 anstelle einer um 1349 eingeweihten katholischen Kapelle errichtet, von der der eingezogene rechteckige Chor, der mit einem Kreuzrippengewölbe auf Konsolen überspannt ist, beibehalten wurde. An den Chor wurde später nach Süden die Sakristei angebaut. Aus dem Satteldach des Kirchenschiffs erhebt sich seit 1750 ein sechseckiger, schiefergedeckter, mit einem spitzen Helm bedeckter Dachreiter. Der neugotische, mit einem achtseitigen spitzen Helm bedeckte Kirchturm wurde dem Kirchenschiff erst 1906 vorgestellt. Sein oberstes Geschoss beherbergt die Turmuhr und hinter den als Triforien gestalteten Klangarkaden den Glockenstuhl. 
Im Jahr 1898 wurde ein Harmonium angeschafft. Die Orgel mit 9 Registern und einem Manual wurde 1988 von Bruno Döring gebaut und von Michael Stumpf restauriert.